# Předscéna

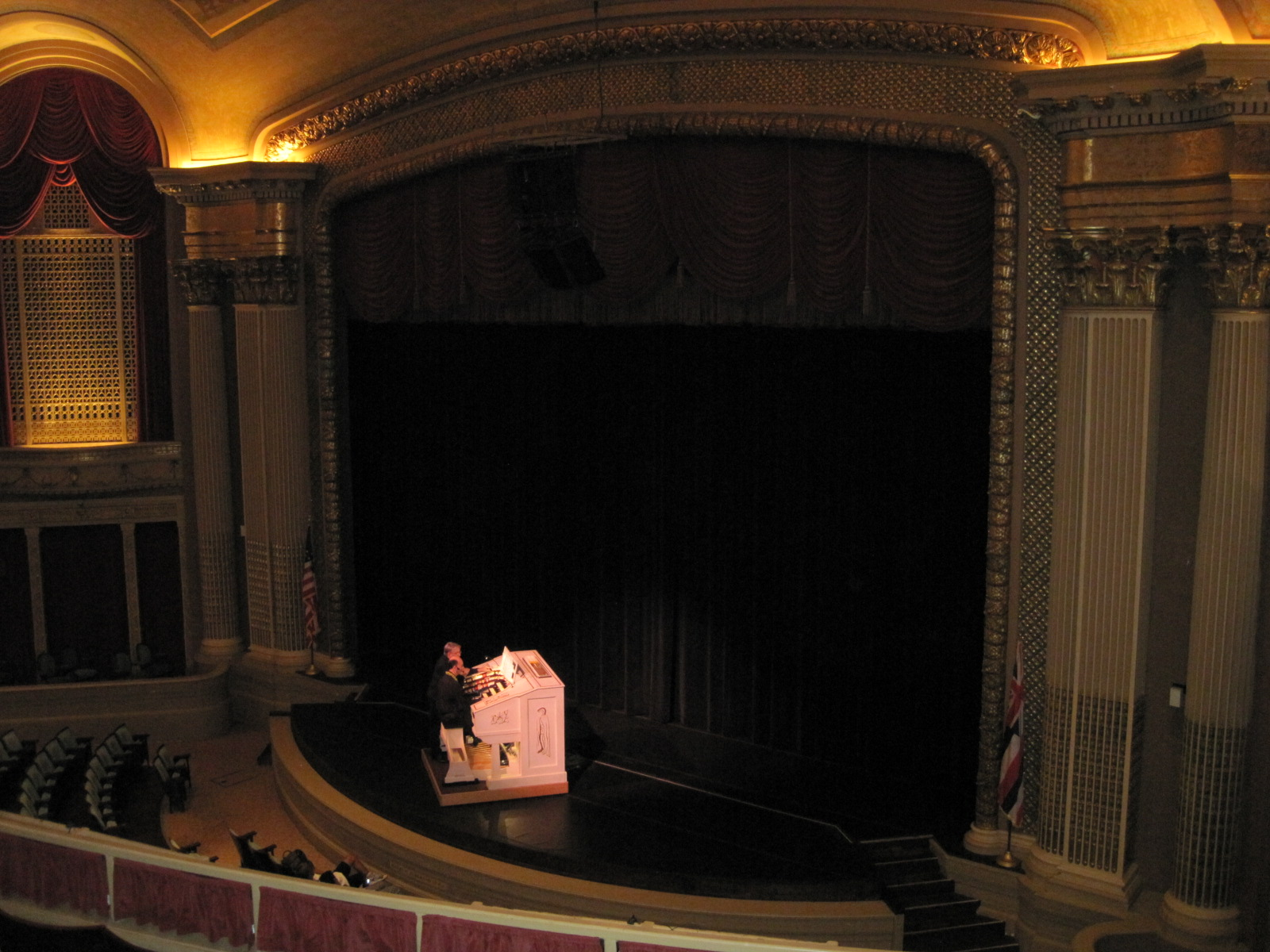
Předscéna

Předscéna čili proscénium, divadelním slangem též forbína (z německého Vorbühne), je v základním smyslu slova část jeviště před oponou, mezi oponou a hledištěm, případně orchestřištěm. Jedná se tedy o přední okraj jeviště, který se nachází nejblíže divákům.

## Přenesený význam slova
V dalším slova smyslu se pak tato slova používají pro označování hereckých výstupů, hraných (předváděných) v tomto prostoru obvykle před zataženou oponou. Herecké výstupy před oponou (pokud se nejedná o zvláštní umělecký záměr či o neobvyklý inscenační postup) se používají zejména jako spojovací prvek mezi jednotlivými obrazy, akty, jednáními či dějstvími, kdy za oponou zpravidla probíhají technické změny v dekoracích a přestavba jednotlivých scénických prvků či výměna rekvizit a kulis. Může jít také o relativně samostatné pantomimické nebo baletní vložky, prováděné v tomto prostoru (viz např. inscenace Offenbachových operet v Opéra National de Lyon).
Forbíny v tomto smyslu proslavilo zejména Osvobozené divadlo, kdy známá komická dvojice Jan Werich a Jiří Voskovec pravidelně vystupovala před oponou se samostatnými výstupy, ve kterých vtipně a aktuálně reagovala (resp. více či méně vtipně glosovala) na různé společenské a politické jevy a problémy své doby.
| „                      | A tak namísto parodie měly největší úspěch různé předscény Voskovce a Wericha. Pamatuji jak ohromný měla například ohlas jejich slovní hříčka „vši vodní“ a „vši vod ní“, kterou do nekonečna rozvíjeli a která se v průběhu repríz stala proslavenou forbínou a rozrostla se snad na půl hodiny. Takhle oni uměli hrát o ničem dlouhé minuty a obecenstvo se tlouklo smíchem. Jak říkával Jan Pivec: Lidi párali plyš na sedadlech. | “ |
| — František Filipovský | |   |

 Ve druhé polovině 50. let 20. století ve forbínách Jan Werich pokračoval společně s Miroslavem Horníčkem.
V současném divadle hru před oponou velmi často úmyslně používá např. Divadlo Járy Cimrmana, zde se však nejedná o improvizace, ale o nastudované výstupy.